# Suctobelbella arcuata
Suctobelbella arcuata är en kvalsterart som beskrevs av Hammer 1977. Suctobelbella arcuata ingår i släktet Suctobelbella och familjen Suctobelbidae. Inga underarter finns listade i Catalogue of Life.